# 朱迪·尤尔特·夏多夫
朱迪·尤尔特·夏多夫（英語：Jodi Ewart Shadoff，1988年1月7日—）是一位英国女子职业高尔夫球手，参加LPGA巡回赛和欧洲女子巡回赛。

## 早期生活
朱迪出生于英格兰北约克郡诺思阿勒尔顿。她的家庭现在居住于米德尔汉姆，并与赛马有关；她的父亲是前骑师和驯马师。在孩童时，她曾踢足球，直到她的祖父向她介绍了高尔夫和她的第一位教练。她参加了新墨西哥大学，于2010年毕业，获得心理学学位。在大学时，她拥有五个大学胜利，并于2009年及2010年两度入选NCAA全美第一梯队。

## 业余生涯
朱迪曾入选2008年柯蒂斯杯大不列颠及北爱尔兰队，但被美国队击败。她还是2008年及2009年两届英国业余锦标赛的冠军。

## 职业生涯
朱迪于2010年转职业并参加了Futures Tour。她于2011年获得了LPGA巡回赛资格。她迄今为止最成功的赛季是2013赛季，获得了2013年纳贝斯克锦标赛并列第七名及2013年美国女子公开赛并列第四名。她目前最好完赛排名是2013年马拉松精英赛的并列第三名。她于2012年通过赢得资格赛获得了欧洲女子巡回赛资格。
在2013年英国女子公开赛结束后，她被莉斯洛特·诺伊曼选为将于美国科罗拉多州举办的2013年索尔海姆杯欧洲队四位队长选择成员之一。
与她的很多竞争者不同，朱迪使用腹式推杆。

## 个人生活
朱迪于2013年1月19日嫁给了美国佛罗里达州萨拉索塔SNN6电视台体育主播及记者亚当·夏多夫。

## LPGA巡回赛大满贯赛事赛果
| 赛事           | 2012年 | 2013年 |
| -------------- | ------ | ------ |
| 纳贝斯克锦标赛 | T26    | T7     |
| LPGA锦标赛     | T36    | CUT    |
| 美国女子公开赛 | DNP    | T4     |
| 英国女子公开赛 | CUT    | CUT    |
| 依云锦标赛 ^   |        |        |

^ 依云锦标赛于2013年成为大满贯赛事。

DNP = 未参加

CUT = 未晋级

“T” = 并列

黄色背景 = 前10名

## LPGA巡回赛职业生涯摘要
| 年份   | 参加 赛事 | 晋级 赛事* | 获胜 | 第二名 | 第三名 | 前10名 | 最佳 排名 | 奖金 （美元） | 奖金 排名 | 平均 杆数 | 杆数 排名 |
| ------ | --------- | ---------- | ---- | ------ | ------ | ------ | --------- | ------------- | --------- | --------- | --------- |
| 2011年 | 2         | 0          | 0    | 0      | 0      | 0      | CUT       | n/a           | n/a       | 72.306    | n/a       |
| 2012年 | 21        | 18         | 0    | 0      | 0      | 2      | T7        | 217,439       | n/a       | 71.581    | n/a       |
| 2013年 | 16        | 13         | 0    | 0      | 0      | 3      | T3        | 355,915       | 21        | 71.263    | 21        |

- 官方数据，截至2013年8月4日[8]

*包括比洞赛及不设晋级线的赛事。

## 世界排名
每日历年年末女子高尔夫世界排名。
| 年份   | 世界 排名 |
| ------ | --------- |
| 2009年 | 619       |
| 2010年 | 480       |
| 2011年 | 517       |
| 2012年 | 137       |

## 团队成员
业余
- 柯蒂斯杯（英语：Curtis Cup）（代表大不列颠及北爱尔兰）：2008年

职业
- 索尔海姆杯（英语：Solheim Cup）（代表欧洲）：2013年（英语：2013 Solheim Cup）